# Городище-Косівське
Городище-Ко́сівське — село в Україні, у Володарській селищній громаді Білоцерківського району Київської області. Розташоване на лівому березі річки Рось (притока Дніпра) за 11 км на південний захід від селища Володарка. Через село проходить автошлях Р17. Населення становить 240 осіб.

## Населення

### Мова
Розподіл населення за рідною мовою за даними перепису 2001 року:
| Мова       | Кількість | Відсоток |
| ---------- | --------- | -------- |
| українська | 217       | 99.09%   |
| російська  | 2         | 0.91%    |
| Усього     | 219       | 100%     |

## Відомі люди
- Таланчук Петро Михайлович — український науковець і політик, 2-й Міністр освіти і науки України.

## Галерея

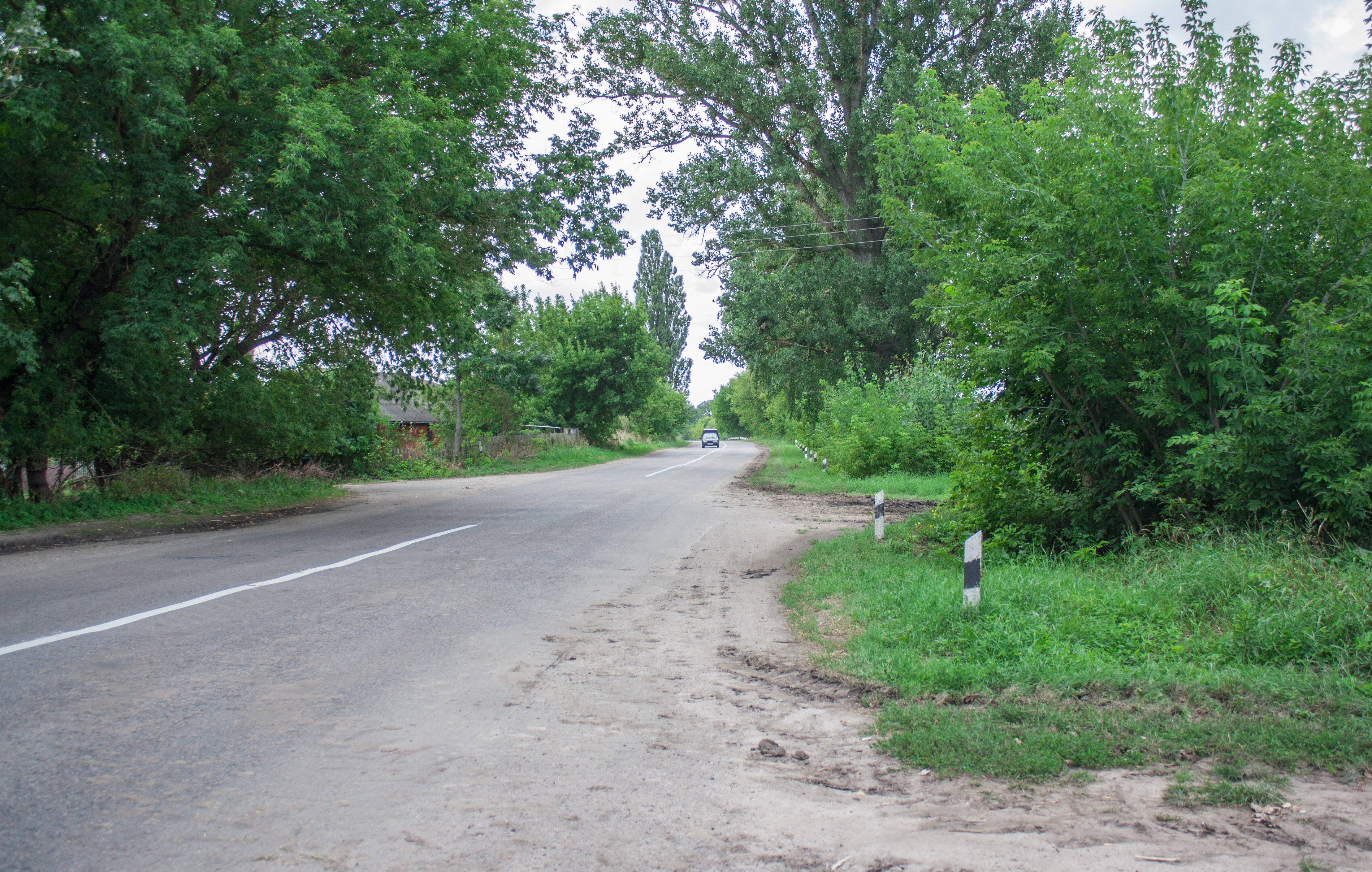
Автошлях Р-17
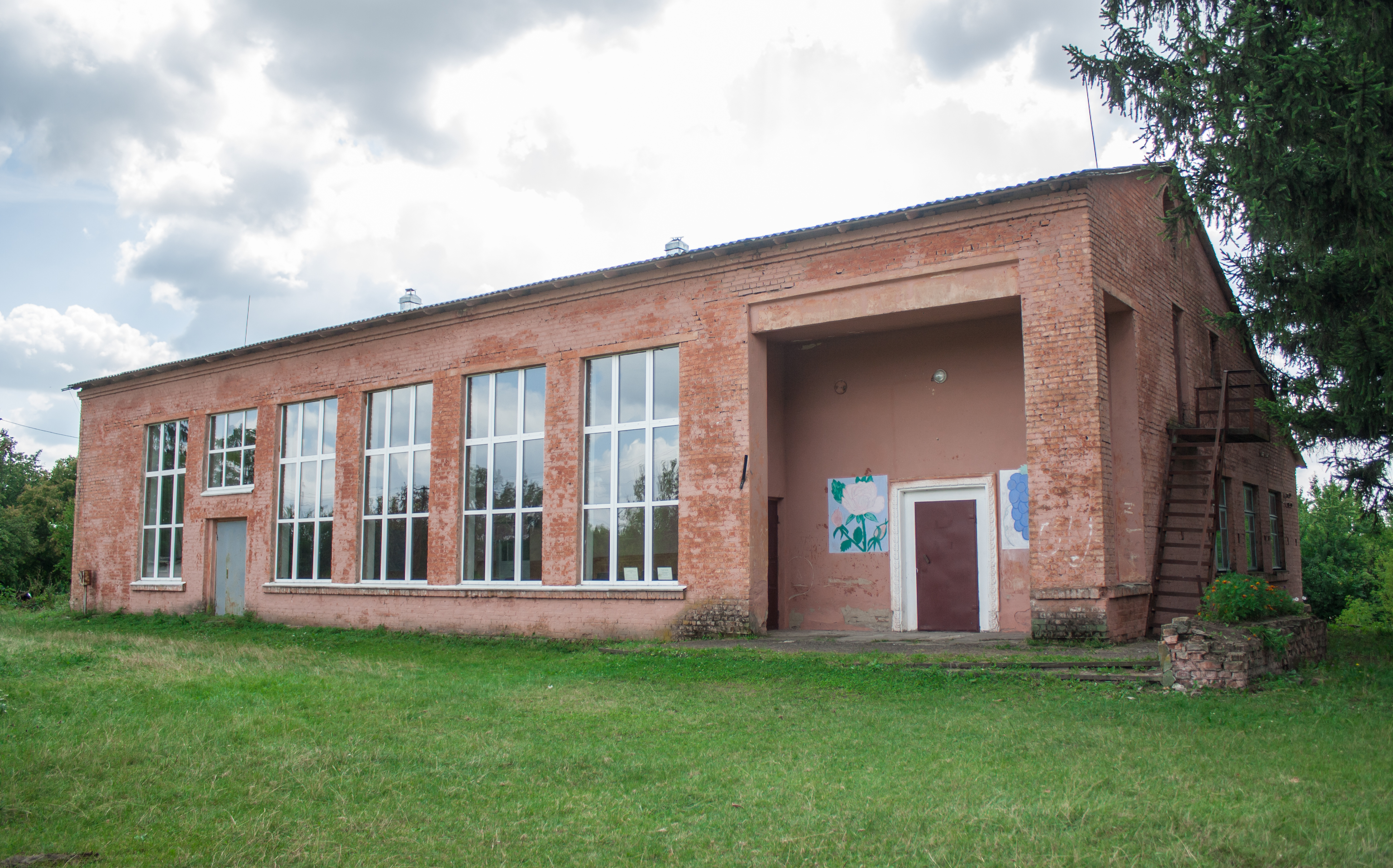
Клуб
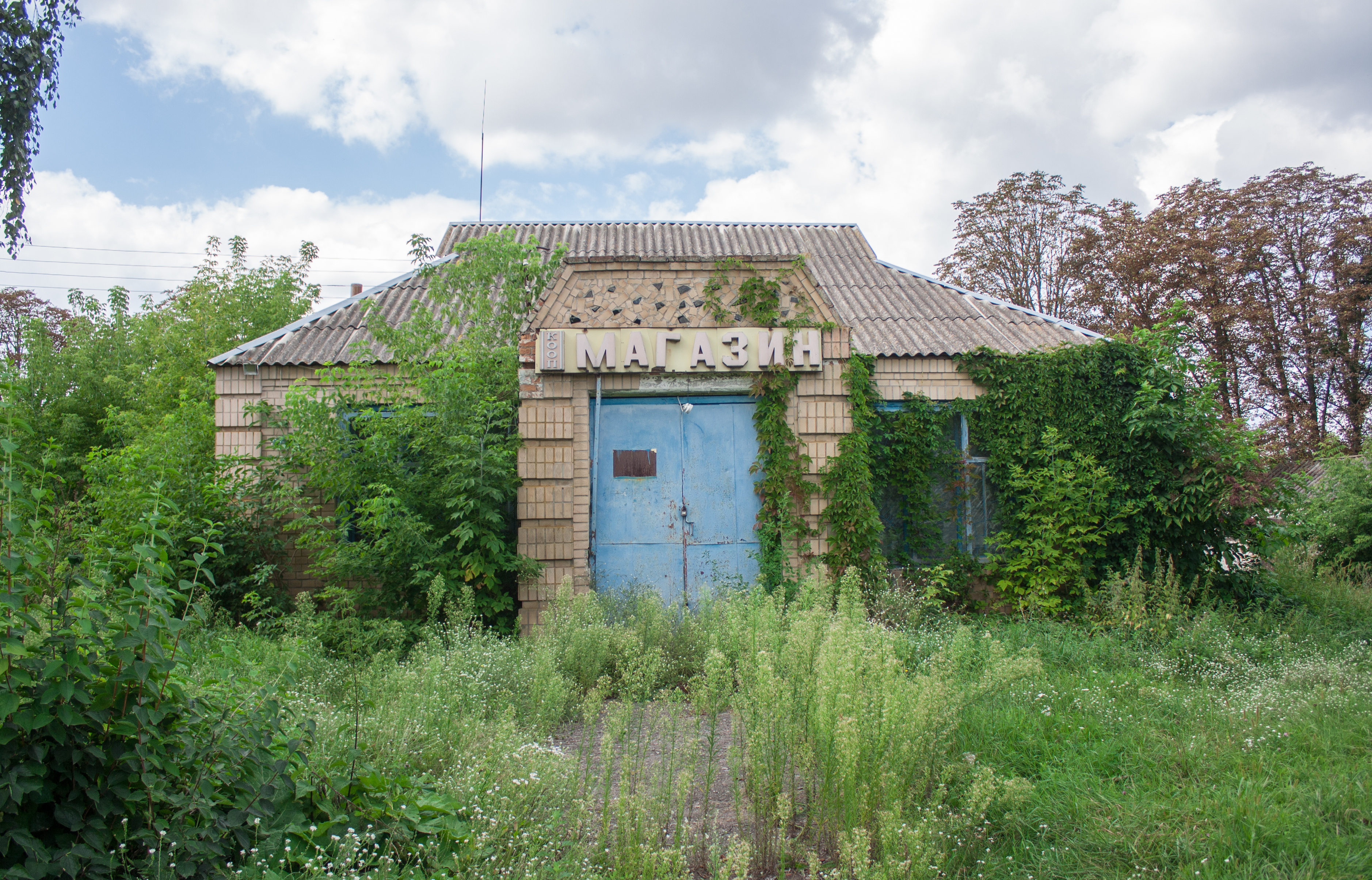
Магазин
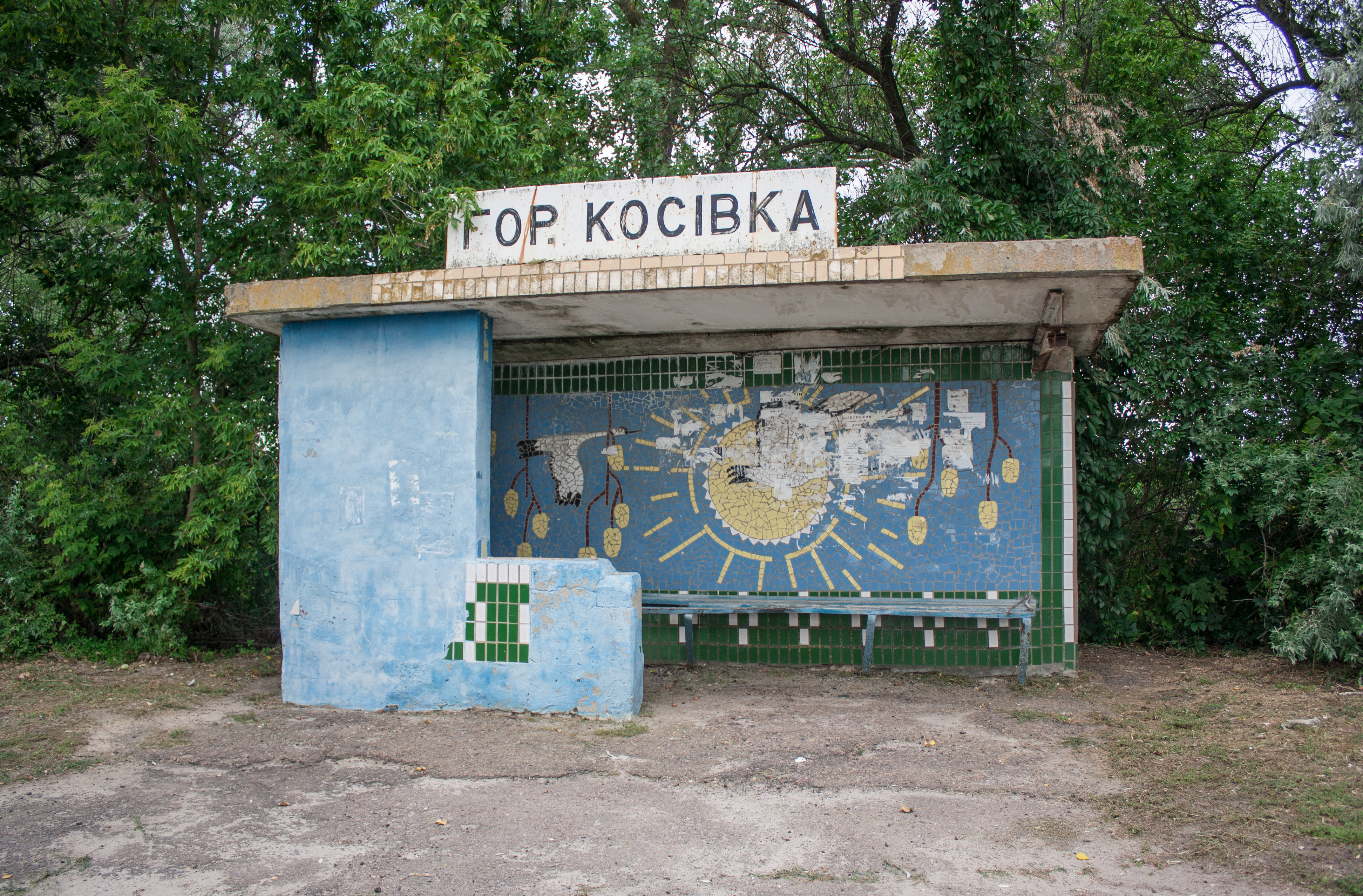
Автобусна зупинка
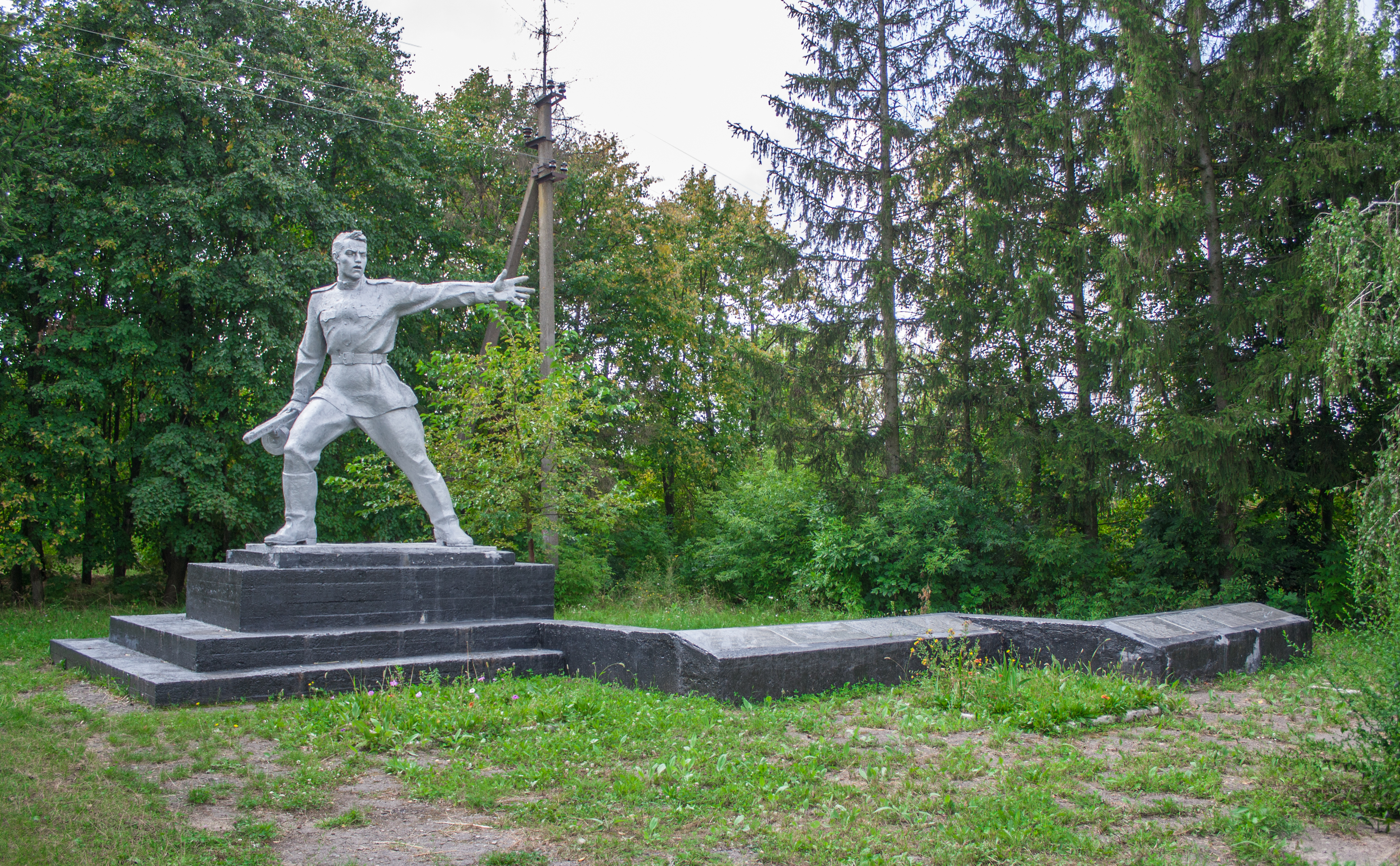
Пам'ятник воїнам-односельцям